# Arcos macrophthalmus
Arcos macrophthalmus är en fiskart som först beskrevs av Günther, 1861.  Arcos macrophthalmus ingår i släktet Arcos och familjen dubbelsugarfiskar. Inga underarter finns listade i Catalogue of Life.